# QL (substance)
Pour les articles homonymes, voir QL.
Le QL est un précurseur d'agents innervants comme le VX. À ce titre, il est inscrit au tableau 1 de la Convention sur l'interdiction des armes chimiques. Il se présente sous la forme d'un liquide incolore à forte odeur de poisson. Assez peu toxique en lui-même, il réagit cependant avec le soufre en formant un sulfure qui peut s'isomériser en VX,.